# Россошка (приток Девицы)
Россо́шка — река в Воронежской области России. Правый приток Девицы.
Длина реки составляет 15 км, площадь водосборного бассейна 192 км².
Река берёт начало в селе Большая Мездрянка. На реке находятся населённые пункты Лавров, Михнёво, Вязноватка. Устье реки находится в 55 км по правому берегу реки Девица.

## Данные водного реестра
По данным государственного водного реестра России относится к Донскому бассейновому округу, водохозяйственный участок реки — Дон от города Задонск до города Лиски, без рек Воронеж (от истока до Воронежского гидроузла) и Тихая Сосна, речной подбассейн реки — бассейны притоков Дона до впадения Хопра. Речной бассейн реки — Дон (российская часть бассейна).
По данным геоинформационной системы водохозяйственного районирования территории РФ, подготовленной Федеральным агентством водных ресурсов:
- Код водного объекта в государственном водном реестре — 05010100812107000002334
- Код по гидрологической изученности (ГИ) — 107000233
- Код бассейна — 05.01.01.008
- Номер тома по ГИ — 07
- Выпуск по ГИ — 0